# Sonta

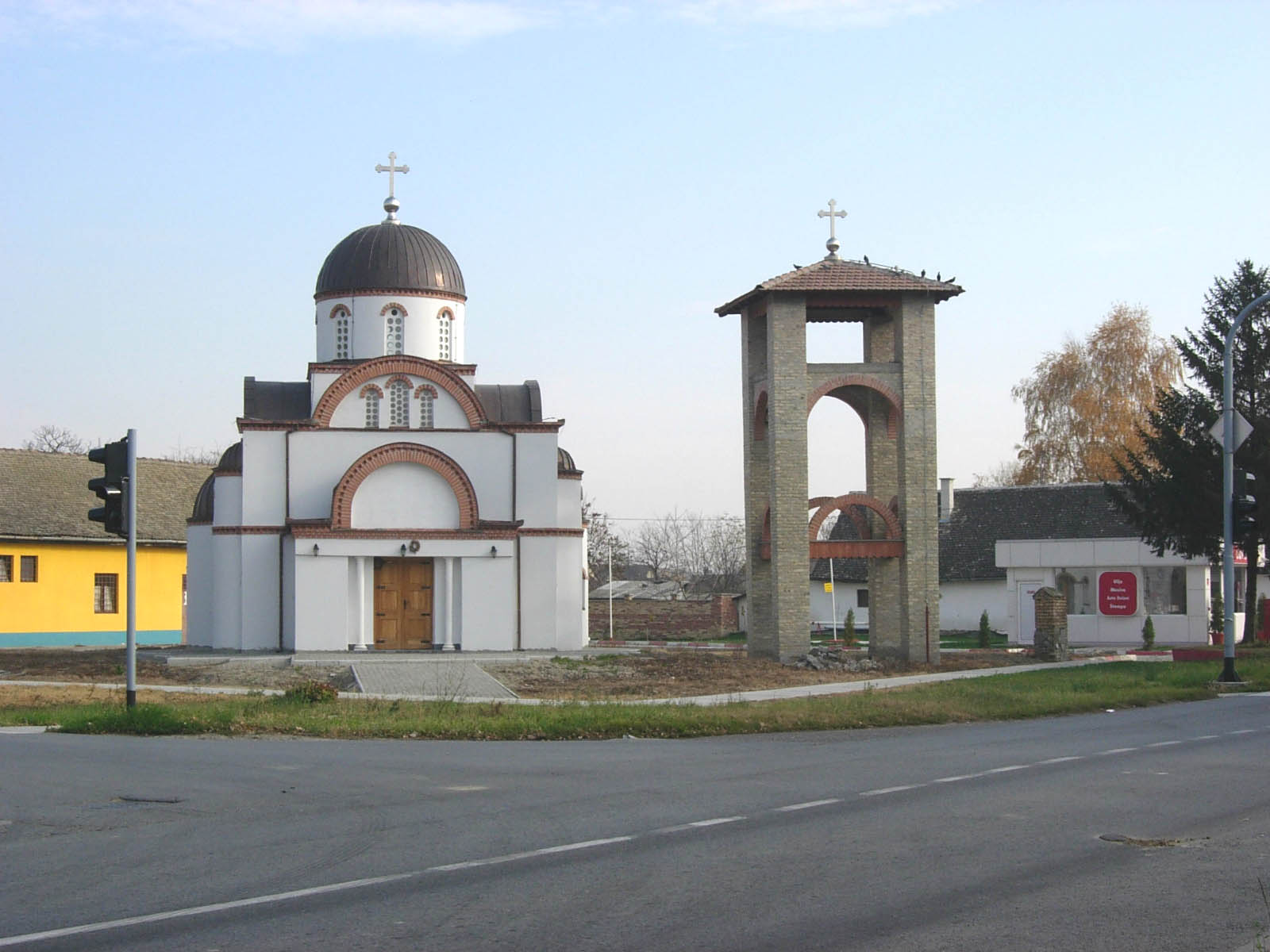
La nouvelle église orthodoxe serbe de Sonta

Sonta (en serbe cyrillique : Сонта) est une localité de Serbie située dans la province autonome de Voïvodine. Elle fait partie de la municipalité d'Apatin dans le district de Bačka occidentale. Au recensement de 2011, elle comptait 4 238 habitants.
Sonta est officiellement classée parmi les villages de Serbie.

## Démographie

### Évolution historique de la population
| 1948  | 1953  | 1961  | 1971  | 1981  | 1991  | 2002  | 2011  |
| ----- | ----- | ----- | ----- | ----- | ----- | ----- | ----- |
| 7 781 | 7 604 | 7 278 | 6 951 | 6 313 | 5 590 | 4 992 | 4 238 |

|  |